# Staitz
Staitz este o comună din landul Turingia, Germania.